# Naevus subparallelus
Naevus subparallelus är en insektsart som beskrevs av Knight 1970. Naevus subparallelus ingår i släktet Naevus och familjen dvärgstritar. Inga underarter finns listade i Catalogue of Life.